# 鱼通镇
鱼通乡，以前舍联乡，是中华人民共和国四川省甘孜藏族自治州康定县下辖的一个乡镇级行政单位。2019年12月，撤销鱼通乡，设立鱼通镇，以原鱼通乡所属行政区域为鱼通镇的行政区域，鱼通镇人民政府驻野坝路1号。

## 行政区划
鱼通乡下辖以下地区：
江咀村、干沟村、野坝村、牛棚子村、舍联村和勒树村。